# Grigori Danilovitch
Grigori Grigorievitch Danilovitch (Григо́рий Григо́рьевич Данило́вич) (1825-1906) est un officier supérieur de l'armée impériale russe qui fut percepteur du futur empereur Nicolas II de Russie. Il était général d'infanterie.  

## Biographie
Il naît le 17 (29) novembre 1825.
Grigori Danilovitch descend d'une famille de la noblesse du gouvernement de Tchernigov.
Il étudie au corps des cadets de Polotsk. En 1843, il est intégré au régiment de la noblesse du régiment de la garde lituanienne. En 1845, il entre à l'académie militaire d'artillerie Michel qu'il termine dans la deuxième catégorie.  
De mars 1848 à octobre 1850, il enseigne au régiment de la noblesse, puis il assiste le chef du département de l'enseignement à l'état-major. D'août 1854 à juillet 1863, Danilovitch est inspecteur des classes et de juillet 1863 à juin 1866 il est directeur du 2e corps de cadets de Saint-Pétersbourg. 
Danilovitch est nommé général-major le 28 octobre 1866 et dirige encore jusqu'en 1877 le 2e corps de cadets qui est rebaptisé en 2e lycée militaire. Grâce à lui et à Matveï Lalaïev le lycée organise des cours pédagogiques pour former des enseignants de lycées militaires. Il est également pendant de nombreuses années membre du comité du fond littéraire et à partir d'avril 1877 membre du comité directeur de l'enseignement militaire. Il devient général-lieutenant le 1er janvier 1878.
Du 25 février 1881 au  20 octobre 1894, le général Danilovitch sert comme précepteur des jeunes grands-ducs Nicolas et Georges Alexandrovitch de Russie. Il est élevé au rang de général-adjudant en 1881.
En 1892, il est nommé général d'infanterie et le 4 janvier 1895 il est élevé à la distinction de général au Service de Sa Majesté.  
Il meurt en 1906. 